# Wilderszijde

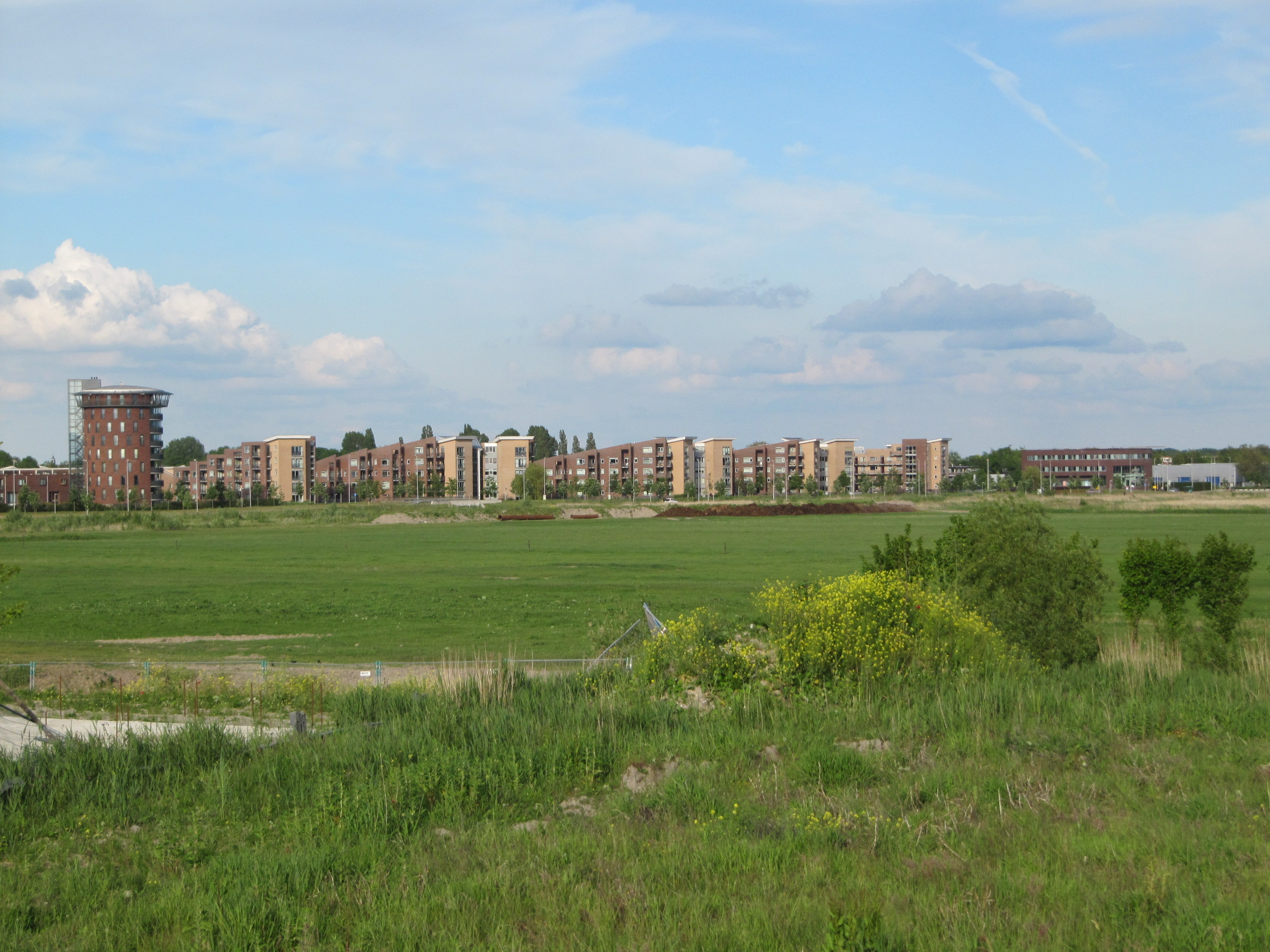
Zicht op het braakliggende stuk grond met de Boterdorpseweg op de achtergrond

Wilderszijde is anno 2015 een nog niet bebouwd stuk grond tussen de Boterdorpseweg en de Wildersekade in Bergschenhoek , gemeente Lansingerland. Wilderszijde is onderdeel van de Boterdorpse polder (gemiddeld NAP -5,5 m), die onderdeel is van Polder Bleiswijk uit 1778. 
De eerste ideeën voor de ontwikkeling van Wilderszijde als woonwijk dateren uit einde van de 20e eeuw, toen de grond eigendom was van de toenmalige gemeente Bergschenhoek. De toen gebruikte benaming was Vinex-locatie Plas-noord en Plas-zuid. Concrete plannen werden gepresenteerd in 2007: de wijk zou circa 2700 woningen gaan tellen met scholen, winkels en groenvoorzieningen.
Vanwege de financiële crisis in combinatie met de hoge grondprijs waarvoor de gemeente de grond heeft verworven stagneerde de verdere ontwikkeling van de plannen. De verwachting van de gemeente is dat pas na 2020 de eerste woningen zullen worden gebouwd. Aan de rand van het plangebied is ondertussen wel enige bebouwing gerealiseerd, onder meer enkele middelbare scholen en het  gemeentehuis van Lansingerland. De grondprijs voor de kavels bouwgrond aan het Wilsonerf en de Wildersekade ligt tussen de 500 en 600 euro per vierkante meter, inclusief BTW (oktober 2015).